# توالد داخلي

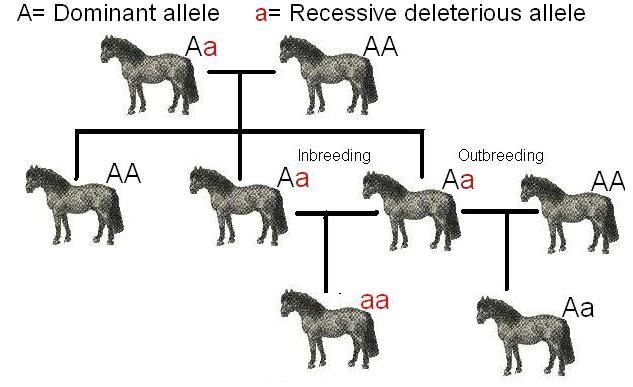
رسم يُوضح عملية تحسين النسل باستخدام التوالد الداخليّ عند الحيوانات، فحرف "a" يُشير إلى مورثات الأم الضارّة المتنحية و"A" إلى مورثات الأب السائدة، وعند تزاوجهما ظهر في الجيل الأول فردان يَحملان جزءاً من مورثات الأم المتنحية، وعند تزويج هذين الفردين معاً بالتوالد الداخليّ ظهر في الجيل الثاني فرد كلا مورثيه متنحيان، وعند التزويج الخارجي يظهر فرد آخر ذو مورثين مختلطين.

التوالد الداخليّ في علم الوراثة هو توالد حيوانين أبوين متشابهين ومُرتبطين وراثياً، كأخ وأخت، أو ابن وأم، أو غير ذلك. بما أن جميع الحيوانات ذات الدماء الصافية يرجع أصلها إلى عدد ضئيل ومحدود من الأسلاف (أي أن صفاتها يَجب أن تكون متشابهة بالنتيجة)، فتوالد جميع الحيوانات خالصة النسل هو بالنتيجة توالد داخليّ، وذلك مع أن هذا المُصطلح لا يُستخدم عموماً إلا للإشارة إلى التوالد الذي يَحدث ضمن نطاق ضئيل من الأفراد المُنحدرين من سلف واحد قريب.
ابتكر المربون الذين يَستولدون دواجناً خالصة النسل مُصطلحاً جديداً للإشارة إلى حيواناتهم هو «التوالد الخطي»، ويُشير هذا المُصطلح إلى عمليات التوالد الأقل قرابة، مثل توالد الحيوانات خالصة النسل الذي لم يُعتبر جزءاً واضحاً من التوالد الداخليّ. لكن مع هذا، فإن الاختلاف الدقيق بين التوالدين الداخليّ والخطيّ يَختلف من نوع إلى آخر.
يُفيد التوالد الداخليّ بزيادته لاحتمالية ظهور نسختين متطابقتين (من المورث الذي ورثه عن أمه والآخر الذي ورثه عن أبيه) لتنتجا مورثاً ما عند سليل حيوانين، وبهذا فبالإمكان تحسين النسل باستخدام هذه الخاصية، فعند وُجود حيوانين بصفات جيدة يُمكن تزويجهما لإعطاء ابن ذو صفات قريبة من صفاتهما ومن ثم فيَحمل نفس الصفات الحسنة.

## الماشية المروضة
تكاثر الماشية هو تكاثر تناسقيّ بشكل رئيسي (طالع استيلاد انتقائي). فبدون توزيع الحيوانات حسب مُميزاتها وتشابهها لا يُمكن لعملية التكاثر أن تستمر، ولا يُمكن أيضاً في هذه الحالة أن يَتم التخلص من المورثات الضئيلة وقليلة الوفرة. وفي بعض الحالات تتجمع أليلات متشابهة أو متطابقة لتكوين ميزة وراثية غير موجودة بالأصل (تنحِية)، ويُظهر التوالد الداخليّ في هذه الحالة أليلات متنحية. يُستخدم التوالد الداخليّ للكشف عن الأليلات المتنحية الضارة، والتي يُمكن التخلص منها لاحقاً بالتوالد التناسقيّ أو باستخدام طريقة تحسين النسل.
يَستخدم مربوا الحيوانات المروضة خاصية التوالد الداخلي لتركيز وتحسين مورثات جيدة مرغوب فيها أو لمحاولة التخلص من أخرى ضارة، وذلك بأن يُتيحوا لها أن تظهر من الأنماط الجينية وتنتشر ضمن السكان. فيُعرَّف التوالد الداخليّ بأنه استخدام العلاقات القريبة بين الحيوانات لجعلها تتكاثر معاً وتنتج نسلاً شبيهاً بها، وذلك مثل تزويج أم بابن أو أب بابنة أو أخ بأخت.
يُضطر المربون أثناء هذه العملية إلى عزل الحيوانات التي تملك مورثات غير ملائمة ومرغوبة أو تلك التي تسيطر وراثياً على نسلها، وذلك من أجل اصطفاء المورثات الحسنة من بين جميع المورثات الأخرى دون خلطها بأخرى عادية أو سيئة.